# Don Pritzlaff

Zawodnik Wisconsin Badgers

Donny "Don" Pritzlaff (ur. 23 stycznia 1979) – amerykański zapaśnik w stylu klasycznym. Zajął trzecie miejsce w mistrzostwach świata z 2006 i drugie na mistrzostwach panamerykańskich w 2006. Trzeci w Pucharze Świata w 2007. Mistrz świata juniorów z 1998 roku.
Zawodnik Lyndhurst High School z Lyndhurst w hrabstwie Bergen i University of Wisconsin–Madison. Cztery razy All-American (1999–2002) w NCAA Division I, pierwszy w 2000 i 2001; piąty w 1999; szósty w 1998 roku.